# Poesie varie
Le Poesie varie sono una raccolta postuma di poesie di Giovanni Pascoli curata dalla sorella Maria e pubblicata in 1ª edizione nel 1912.

## Genesi della raccolta
Dopo la morte del fratello (6 aprile 1912), Maria Pascoli si trovò a gestire il patrimonio, grande quanto disordinato, delle carte del poeta, che contenevano anche numerosi testi inediti o la cui pubblicazione su riviste degli anni '70-'80 del XIX secolo era stata quasi dimenticata. Un primo saggio di questi materiali fu pubblicato dal giornalista Pio Schinetti nel maggio 1912; al contempo Maria iniziò a raccogliere diversi altri testi, che andarono a comporre la prima edizione delle "Poesie varie", finita di stampare nel giugno dello stesso anno. La seconda edizione (1914) vide poi un significativo aumento del numero delle poesie, frutto di ulteriori esplorazioni delle carte pascoliane; la forma definitiva della raccolta venne poi raggiunta, tramite addizioni e sottrazioni, solo con la stampa del 1958 all'interno delle "Poesie" edite da Mondadori a cura di Augusto Vicinelli.

## La struttura
Già a partire dalla 2ª edizione, la raccolta appare strutturata a partire da un testo di apertura, La notte di Natale, "ultimo lavoro poetico" di Pascoli, cui seguono 4 sezioni:
- Poesie dal 1872 al 1880
- Poesie famigliari e d'altro genere, 1882-1895
- La Befana ed altro, dal 1896
- La Casa nella Prateria, 1899

Gli studi filologici realizzati a partire dagli anni '60 hanno tuttavia dimostrato come non di rado Maria abbia compiuto scelte errate tanto nella datazione dei componimenti (soprattutto quelli della prima sezione) quanto nella lettura e trascrizione dei testi. Talora opinabili risultano inoltre i criteri adottati da Vicinelli nell'edizione mondadoriana poi divenuta canonica.

## Principali edizioni
- Poesie varie di Giovanni Pascoli raccolte da Maria, Bologna, Zanichelli, 1912 (in 8°, pp. XVI-174)
- Poesie varie di Giovanni Pascoli raccolte da Maria, seconda edizione riordinata e aumentata, Bologna, Zanichelli, 1914 (in 8°, pp. XVI-216)
- Tutte le opere di Giovanni Pascoli, VIII edizione, Milano, Mondadori, 1956 (in 16°, pp. XXXII-1868, 2 volumi in cofanetto; le "Poesie varie" si trovano nel 2° vol. alle pp. 1377-1526.